# Mistrzostwa Ukrainy w piłce nożnej (1996/1997)
Mistrzostwa Ukrainy w piłce nożnej – sezon 1996/1997 – VI Mistrzostwa Ukrainy, rozgrywane systemem jesień – wiosna, w których 16 zespołów Wyszczej Lihi walczyli o tytuł Mistrza Ukrainy. Persza Liha składała się z 24 zespołów. Druha Liha w grupie A liczyła 16 zespołów, a w grupie B – 17 zespołów.
- Mistrz Ukrainy: Dynamo Kijów
- Wicemistrz Ukrainy: Szachtar Donieck
- Zdobywca Pucharu Ukrainy: Szachtar Donieck
- start w eliminacjach Ligi Mistrzów: Dynamo Kijów
- start w Pucharze UEFA: Worskła Połtawa, Dnipro Dniepropetrowsk
- start w Pucharze Zdobywców Pucharów: Szachtar Donieck
- awans do Wyszczej Lihi: Metałurh Donieck, Metałurh Mariupol
- spadek z Wyszczej Lihi: Kremiń Krzemieńczuk, Nywa Winnica
- awans do Pierwszej Lihi: Desna Czernihów, Awanhard-Industrija Roweńky
- spadek z Pierwszej Lihi: SK Odessa, Podilla Chmielnicki, Weres Równe, Krystał Czortków
- awans do Druhiej Lihi: Ełektron Romny, Naftowyk Dolina, Metałurh Komsomolskie, Cementnyk-Chorda Mikołajów, Czornomoreć Sewastopol, Piwdeństal Jenakijewe, Słowjaneć Konotop, Dynamo-3 Kijów, Awers Bachmacz, Karpaty-2 Lwów, Berkut Bedewla, Borysfen Boryspol, SKA-Łotto Odessa, Dnipro-2 Dniepropetrowsk, Fortuna Szarogród, Zirka-NIBAS-2 Kirowohrad, Dynamo Odessa, Worskła-2 Połtawa, Metałurh-2 Donieck, Hirnyk Pawłohrad
- spadek z Druhiej Lihi: Keramik Baranówka, Dynamo Saki, Portowyk Kercz

- Premier-liha (1996/1997)
- II liga ukraińska w piłce nożnej (1996/1997)
- III liga ukraińska w piłce nożnej (1996/1997)